# Tomasz Wiślicz
Tomasz Andrzej Wiślicz-Iwańczyk (ur. 22 września 1969 w Warszawie) – historyk i metodolog historii, badacz historii nowożytnej, doktor habilitowany nauk humanistycznych, profesor w Instytucie Historii im. Tadeusza Manteuffla PAN.

## Życiorys
W 1993 ukończył studia historyczne na Wydziale Historycznym Uniwersytetu Warszawskiego. Od 1994 pracuje w Instytucie Historii PAN, początkowo w Pracowni Dziejów Nowożytnych, a obecnie Zakładzie Studiów Nowożytnych. W 2000 roku obronił w PAN przygotowany pod kierunkiem Marii Boguckiej doktorat pt. Religijność chłopów małopolskich od połowy XVI do końca XVIII wieku, a w 2013 roku uzyskał w IH PAN stopień doktora habilitowanego. W latach 2005–2012 był ponadto adiunktem w Zakładzie Dydaktyki Historii Instytutu Historycznego Uniwersytetu Warszawskiego.
W 2021 został prezesem zarządu powołanej wówczas Fundacji Instytutu Historii im. Tadeusza Manteuffla Polskiej Akademii Nauk.

## Podejście badawcze
Specjalizuje się w historii okresu nowożytnego, zajmuje się historią społeczną i kulturową (we własnym ujęciu: społeczno-kulturową). Sięgając po metody antropologiczne, reprezentuje nurt etnohistorii lub antropologii historycznej, związany z uprawianiem mikrohistorii i z założeniami perspektywistycznymi. W książce z 2020 do wyjaśnienia historycznych stosunków społecznych zastosował teorię przecięć i model spójności społecznej. Podejście to ma stanowić przeciwwagę dla dominującego w Polsce modelu historii „upolitycznionej”, odchodzi też od zainteresowania kwestiami ekonomicznymi w analizie społecznej.

## Publikacje książkowe

### Autorskie
- Zarobić na duszne zbawienie. Religijność chłopów małopolskich od połowy XVI do końca XVIII wieku, Neriton, Warszawa 2001.
  - Przekład angielski: Earning Heavenly Salvation: Peasant Religion in Lesser Poland, Mid-Sixteenth to Eighteenth Centuries, Peter Lang, Berlin 2020.
- Krótkie trwanie. Problemy historiografii francuskiej lat dziewięćdziesiątych XX wieku, Warszawa 2004.
- Katalog małopolskich ksiąg sądowych wiejskich XV–XVIII w., Naczelna Dyrekcja Archiwów Państwowych, Warszawa 2007.
- Upodobanie. Małżeństwo i związki nieformalne na wsi polskiej XVII–XVIII wieku. Wyobrażenia społeczne i jednostkowe doświadczenia, IH PAN, Wrocław 2012.
  - Przekład angielski: Love in the Fields: Relationships and Marriage in Rural Poland in the Early Modern Age: Social Imagery and Personal Experience, IH PAN, Warszawa 2018.
- Zelman Wolfowicz i jego rządy w starostwie drohobyckim w połowie XVIII w., Universitas, Kraków 2020.

### Redagowane
- Fundacje i fundatorzy w średniowieczu i epoce nowożytnej, red. wraz z Edwardem Opalińskim, Neriton, Warszawa 2000
- Rezydencje w średniowieczu i czasach nowożytnych, red. wraz z Edwardem Opalińskim, Neriton, Warszawa 2001
- Obserwacja uczestnicząca w naukach historycznych, red. wraz z Barbarą Wagner, Zabrze 2008.
- Gospodarka, społeczeństwo, kultura w dziejach nowożytnych. Studia ofiarowane Pani Profesor Marii Boguckiej, red. wraz z Andrzejem Karpińskim i Edwardem Opalińskim, Warszawa 2010.
- Historia – dziś. Teoretyczne problemy wiedzy o przeszłości, red. wraz z Ewą Domańską i Rafałem Stobieckim, Kraków 2014.